# تومي مادوكس
تومي مادوكس (بالإنجليزية: Tommy Maddox) هو لاعب كرة قدم أمريكية أمريكي، ولد في 2 سبتمبر 1971 في شريفبورت في الولايات المتحدة.

## وصلات خارجية
- تومي مادوكس على موقع مرجع كرة القدم المحترفة.كوم (الإنجليزية)